# ستيف باتون
ستيف باتون (بالإنجليزية: Steve Patton)‏ هو لاعب كرة قدم أمريكية أمريكي، ولد في 27 ديسمبر 1953 في أونيونتا في الولايات المتحدة.